# Palau
Palau (phát âm tiếng Anh: /pəˈlaʊ/, phiên âm: "Pa-lao", còn được viết là Belau, Palaos hoặc Pelew), tên chính thức là Cộng hòa Palau (tiếng Palau: Beluu er a Belau, tiếng Anh: Republic of Palau), là một đảo quốc ở Tây Thái Bình Dương. Nước này bao gồm gần 250 hòn đảo tạo thành dãy đảo phía tây của quần đảo Caroline thuộc vùng Micronesia, và có diện tích 466 kilômét vuông (180 dặm vuông Anh). Đảo đông dân nhất là Koror. Thủ đô Ngerulmud của nước này nằm trên đảo Babeldaob gần đó, thuộc bang Melekeok. Palau có biên giới biển giáp với Indonesia, Philippines, và Liên bang Micronesia.
Những cư dân đầu tiên đến đây vào khoảng 3.000 năm trước từ Philippines và duy trì một cộng đồng Negrito cho đến 900 năm trước. Quần đảo được người châu Âu khám phá lần đầu tiên vào thế kỷ 16, và thuộc về Đông Ấn Tây Ban Nha vào năm 1574. Sau khi người Tây Ban Nha thất bại trong Chiến tranh Tây Ban Nha–Mỹ vào năm 1898, quần đảo được bán cho Đế quốc Đức vào năm 1899 theo những điều khoản trong Hiệp ước Đức-Tây Ban Nha, và được sáp nhập vào New Guinea thuộc Đức. Hải quân Hoàng gia Nhật đánh chiếm Palau trong Thế chiến I, và quần đảo sau đó thuộc về Ủy thác Nam Dương dưới sự cai quản của người Nhật sau theo Hội Quốc Liên. Trong Thế chiến thứ hai, nơi đây là chiến trường diễn ra các cuộc đụng độ giữa người Mỹ và Nhật trong chiến dịch quần đảo Mariana và Palau bao gồm Trận Peleliu quyết định. Sau chiến tranh, cùng với các đảo ảo Thái Bình Dương khác, Palau là một phần của Lãnh thổ Ủy thác Quần đảo Thái Bình Dương do Hoa Kỳ quản lý vào năm 1947. Sau khi bỏ phiếu không tham gia Liên bang Micronesia vào năm 1979, quần đảo có chủ quyền hoàn toàn vào năm 1994 theo Hiệp ước Liên kết Tự do với Hoa Kỳ.
Về mặt chính trị, Palau là một quốc gia cộng hòa tổng thống liên kết tự do với Hoa Kỳ, Hoa Kỳ đảm bảo quốc phòng, tài trợ và dịch vụ công. Quyền lập pháp tập trung vào Quốc hội Palau theo hệ thống lưỡng viện. Kinh tế Palau chủ yếu dựa vào du lịch, nông nghiệp tự cung và đánh cá, với một phần lớn tổng sản lượng quốc gia (GNP) đến từ viện trợ nước ngoài. Dollar Mỹ là tiền tệ của nước này. Văn hóa trên đảo được trộn lẫn từ người Micronesia, Melanesia, châu Á và châu Âu. Người Palau chiếm tỉ lệ lớn trong dân số, là kết quả của sự hòa trộn 3 sắc tộc Micronesia, Melanesia, và Austronesia. Thiểu số còn lại là hậu duệ của những người định cư Nhật Bản và Philippines. Hai ngôn ngữ chính thức là tiếng Palau (nằm trong nhóm ngôn ngữ Sunda–Sulawesi) và tiếng Anh, cùng với tiếng Nhật, tiếng Sonsorol, và tiếng Tobia được công nhận là ngôn ngữ địa phương.

## Từ nguyên
Tên quần đảo trong tiếng Palau là Belau, có thể bắt nguồn từ beluu có nghĩa là "làng mạc" trong tiếng Palau,, hoặc là từ aibebelau (nghĩa "trả lời gián tiếp"), liên quan đến một truyền thuyết về sự hình thành quần đảo. Cái tên "Palau" trong tiếng Anh đến từ tiếng Tây Ban Nha Los Palaos, và tiếng Đức Palau. Tên cổ không còn được sử dụng của quần đảo trong tiếng Anh là "Quần đảo Pelew". Không nên nhầm lẫn với chữ Pulau trong tiếng Mã Lai nghĩa là "đảo".

## Lịch sử
Palau xuất hiện những cư dân đầu tiên vào khoảng thiên niên kỷ thứ 3 và thứ 2 trước Công Nguyên, có khả năng nhất từ Austronesia hay Indonesia.
Một quần thể ổn định gồm những người lùn Negrito hay người Pygmy sống trên quần đảo cho đến thế kỷ XII, khi họ bị thay thế. Cư dân hiện đại truy theo ngôn ngữ thì có thể họ đến từ Quần đảo Sunda.
Sonsorol, một phần của Quần đảo Tây Nam, là một chuỗi đảo kéo dài 600 kilômét (370 mi) từ đảo dãy đảo chính Palau, được người châu Âu tìm thấy vào năm 1522, khi con tàu Tây Ban Nha Trinidad, soái hạm của đội tàu Ferdinand Magellan, nhìn thấy 2 hòn đảo khoảng vĩ độ 5 bắc và đặt tên là "San Juan".

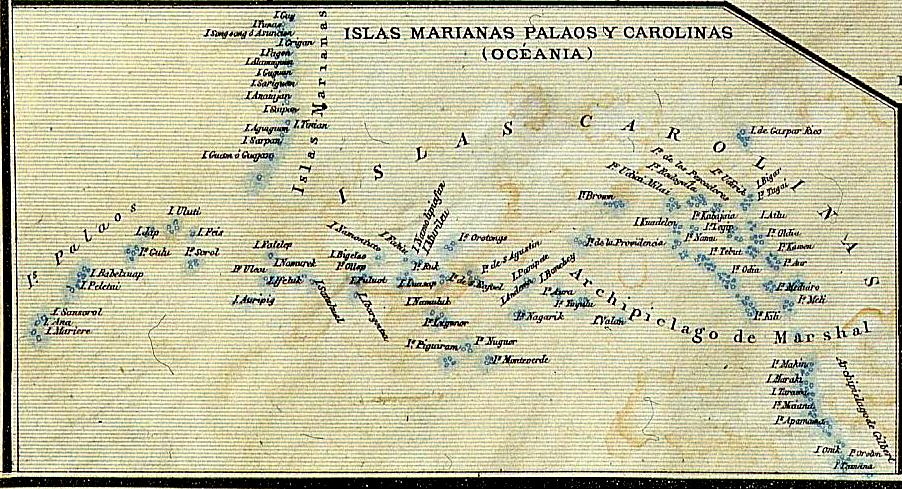
Bản đồ năm 1888 cho thấy Đông Ấn thuộc Tây Ban Nha bao gồm quần đảo Palau ngày nay (bản đồ không bao gồm Philippines)

Sau khi Đế quốc Tây Ban Nha chinh phạt Philippines vào năm 1565, quần đảo Palau trở thành một phần lãnh thổ của Phủ tổng đốc Philippines, thành lập vào năm 1574 và trực thuộc Đông Ấn Tây Ban Nha với thủ phủ hành chính đặt tại Manila. Tuy nhiên, sự hiện diện của người Tây Ban Nha chỉ giới hạn ở việc truyền bá Phúc Âm, bắt đầu từ thế kỷ XVII, và quyền thống trị của họ chỉ thật sự hình thành từ thế kỷ XVIII.
Khám phá rõ ràng về Palau chỉ đến một thế kỷ sau đó vào năm 1697, khi một nhóm người Palau bị đắm tàu trên đảo Samar về phía tây bắc thuộc Philippines. Họ được phỏng vấn bởi nhà truyền giáo người Czech Paul Klein vào ngày 28 tháng 12 năm 1696. Klein đã có thể vẽ được bản đồ đầu tiên của Palau dựa trên những mô tả của các cư dân Palau bằng cách sắp xếp 87 viên đá cuội trên bờ biển. Klein báo cáo khám phá của ông cho Bề trên thuộc Dòng Tên qua một lá thư gửi đi vào tháng 6 năm 1697., đánh dấu thời điểm phát hiện ra Palau.

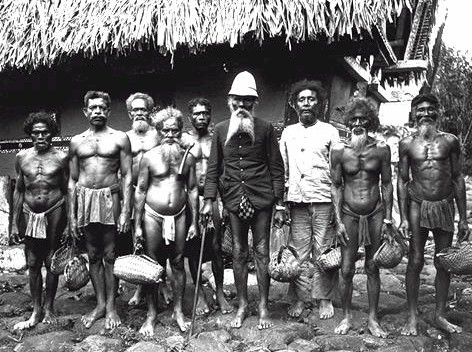
Các tù trưởng trên đảo Koror 1915

Tấm bản đồ và lá thư gây ra sự quan tâm của người Tây Ban Nha với quần đảo mới. Một lá thư khác viết bởi Fr. Andrew Serrano được gửi tới châu Âu vào năm 1705, hầu như sao chép nội dung báo cáo của Klein. Những lá thư đã đưa đến ba chuyến đi thất bại của Dòng Tên đến Palau xuất phát từ Philippines thuộc Tây Ban Nha vào năm 1700, 1708 và 1709. Quần đảo được khám phá lần đầu tiên bởi chuyến thám hiểm của Dòng Tên do Francisco Padilla dẫn đầu vào ngày 30 tháng 11 năm 1710. Chuyến đi kết thúc với việc hai linh mục Jacques Du Beron và Joseph Cortyl mắc cạn trên bờ biển Sonsorol, do thuyền mẹ Santísima Trinidad bị bão đẩy tới Mindanao. Tàu khác được phái đến từ Guam vào năm 1711 để cứu họ song lại bị lật, khiến ba linh mục Dòng Tên khác thiệt mạng. Thất bại của các sứ mệnh này khiến Palau có tên tiếng Tây Ban Nha ban đầu là Islas Encantadas (quần đảo bỏ bùa). Bất chấp các rủi ro này, Đế quốc Tây Ban Nha sau đó chi phối quần đảo.
Thương nhân người Anh trở thành những vị khách nổi bật đến Palau trong thế kỷ XVIII, tiếp đến là bành trưởng ảnh hưởng của Tây Ban Nha trong thế kỷ XIX. Sau thất bại trong chiến tranh Tây Ban Nha–Mỹ, Tây Ban Nha bán Palau và hầu hết phần còn lại của quần đảo Caroline cho Đế quốc Đức vào năm 1899. Trongchiến tranh thế giới thứ nhất, Đế quốc Nhật Bản thôn tính quần đảo sau khi chiếm nó từ tay Đức vào năm 1914. Sau đó, Hội Quốc Liên chính thức đặt quần đảo dưới quyền cai quản của Nhật Bản với vị thế là bộ phận của Ủy thác Nam Dương.
Trong Thế Chiến II, Hoa Kỳ chiếm được Palau từ Nhật Bản vào năm 1944 sau Trận Peleliu với tổn thất lớn, khi hơn 2.000 lính Mỹ và 10.000 lính Nhật tử trận. Quần đảo được giao cho Hoa Kỳ cai quản chính thức thông qua bảo trợ của Liên Hợp Quốc vào năm 1947 với vị thế là bộ phận của Lãnh thổ Ủy thác Quần đảo Thái Bình Dương.
Bốn trong số các khu vực của Lãnh thổ Ủy thác hợp nhất thành Liên bang Micronesia vào năm 1979, song khu vực Palau và Quần đảo Marshall từ chối tham gia. Palau thay vào đó lựa chọn độc lập vào năm 1978. Palau phê chuẩn một hiến pháp mới và trở thành nước Cộng hòa Palau vào năm 1981. Palau ký kết Hiệp ước Liên kết tự do với Hoa Kỳ vào năm 1982. Sau trưng cầu dân ý và sửa đổi hiến pháp, Hiệp ước được phê chuẩn vào năm 1993. Hiệp ước có hiệu lực vào ngày 1 tháng 10 năm 1994, khiến Palau độc lập về pháp lý, song độc lập thực tế khi kết thúc ủy trị từ ngày 25 tháng 5 năm 1994,.
Thượng viện thông qua luật biến Palau thành một trung tâm tài chính hải ngoại vào năm 1998. Năm 2001, Palau thông qua các luật đầu tiên về điều lệ ngân hàng và chống rửa tiền.

## Chính trị

Trụ sở chính phủ của Palau.

Palau là một nước cộng hòa dân chủ đa đảng. Tổng thống Palau là nguyên thủ quốc gia và cũng là người đứng đầu chính phủ. Quyền hành pháp do chính phủ thi hành, còn quyền lập pháp được trao cho chính phủ và Quốc hội Palau. Bộ máy tư pháp độc lập với hành pháp và lập pháp. Palau thông qua một hiến pháp vào năm 1981.
Chính phủ Hoa Kỳ và Palau dàn xếp một hiệp ước liên kết tự do vào năm 1986, tương tự như các hiệp ước mà Hoa Kỳ ký kết với Liên bang Micronesia và Quần đảo Marshall. Hiệp ước có hiệu lực vào ngày 1 tháng 10 năm 1994, kết thúc chuyển giao Palau từ ủy thác sang độc lập và là bộ phận cuối của Lãnh thổ Ủy thác Quần đảo Thái Bình Dương đạt được độc lập theo Nghị quyết 956 của Hội đồng Bảo an.
Hiệp ước liên kết tự do giữa Hoa Kỳ và Palau định ra liên kết tự do và tình nguyện giữa hai chính phủ. Nó chủ yếu tập trung vào các vấn đề chính phủ, kinh tế, an ninh và quốc phòng. Palau không có quân đội độc lập, dựa vào Hoa Kỳ để phòng thủ. Theo hiệp ước, quân đội Hoa Kỳ được quyền tiếp cận quần đảo trong 50 năm. Hải quân Hoa Kỳ có vai trò tối thiểu, hạn chế trong một số ít Seabee hải quân (kỹ sư xây dựng). Tuần duyên Hoa Kỳ tuần tra vùng biển của Palau.

### Ngoại giao
Palau là một quốc gia có chủ quyền, quản lý các quan hệ đối ngoại của mình. Từ khi độc lập, Palau thiết lập quan hệ ngoại giao với một số quốc gia, bao gồm nhiều láng giềng Thái Bình Dương như Liên bang Micronesia và Philippines. Ngày 29 tháng 11 năm 1994, Hội đồng Bảo an Liên Hợp Quốc thông qua Nghị quyết số 963 đề nghị tiếp nhận Palau vào Liên Hợp Quốc. Đại hội đồng liên Hiệp Quốc phê chuẩn tiếp nhận Palau vào ngày 15 tháng 12 năm 1994. Palau từ đó tham gia một vài tổ chức quốc tế khác. Trong tháng 9 năm 2006, Palau đăng cai Hội nghị Thượng đỉnh Đồng minh Đài Loan-Thái Bình Dương lần thứ nhất. Các tổng thống Palau cũng đến thăm các quốc gia Thái Bình Dương khác, trong đó có Đài Loan.
Hoa Kỳ duy trì một phái đoàn ngoại giao và một đại sứ quán tại Palau, song hầu hết khía cạnh trong quan hệ hai bên được thực hiện theo các dự án được tài trợ trong khuôn khổ Hiệp ước, do Phòng Quốc hải vụ của Bộ Nội vụ Hoa Kỳ chịu trách nhiệm. Trên chính trường quốc tế, Palau thường bỏ phiếu giống Hoa Kỳ trong các nghị quyết của Đại hội đồng Liên Hợp Quốc. Palau là một thành viên của Hiệp ước Nauru.
Năm 1981, Palau bỏ phiếu lập ra hiến pháp phi hạt nhân đầu tiên trên thế giới. Hiến pháp này cấm chỉ sử dụng, lưu trữ và xử lý các vũ khí hạt nhân, hóa học độc hại, không khí và sinh học mà không được 3/4 dân số tán thành trong một cuộc trưng cầu dân ý. Điều cấm này làm trì hoãn quá trình chuyển đổi Palau thành quốc gia độc lập, do trong khi đàm phán Hoa Kỳ nhất định muốn vận hành các tàu chạy bằng năng lượng hạt nhân và vũ khí hạt nhân cất trong kho trên lãnh thổ Palau, xúc tiến các chiến dịch đòi độc lập và phi hạt nhân hóa. Sau một vài cuộc trưng cầu dân ý thất bại trong việc đạt đa số 3/4, người dân Palau cuối cùng tán thành Hiệp ước vào năm 1994.

### Hành chính

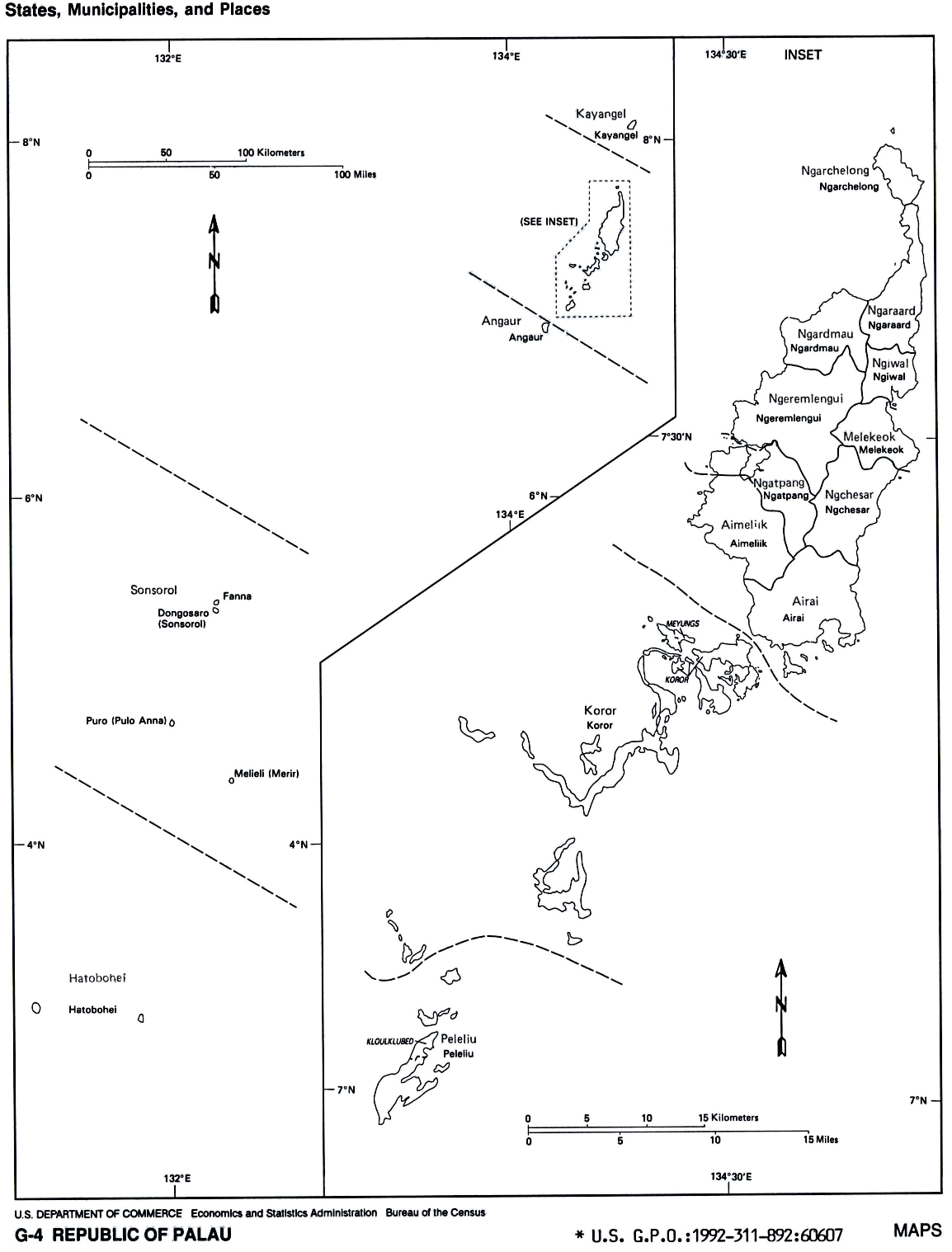
16 bang của Palau.

Palau được chia thành 16 bang (gọi là khu tự quản cho đến năm 1984):
| Bang         | Diện tích (km²) | Dân số (2012) |
| ------------ | --------------- | ------------- |
| Aimeliik     | 44              | 281           |
| Airai        | 59              | 2537          |
| Angaur       | 8,06            | 130           |
| Hatohobei    | 0,9             | 10            |
| Kayangel     | 1,7             | 76            |
| Koror        | 60,52           | 11670         |
| Melekeok     | 26              | 300           |
| Ngaraard     | 34              | 453           |
| Ngarchelong  | 11,2            | 281           |
| Ngardmau     | 34              | 195           |
| Ngaremlengui | 68              | 310           |
| Ngatpang     | 33              | 257           |
| Ngchesar     | 43              | 287           |
| Ngiwal       | 17              | 226           |
| Peleliu      | 22,3            | 510           |
| Sonsorol     | 3,1             | 42            |

## Địa lý
Quốc gia thuộc quần đảo Micronesia, ở Tây Thái Bình Dương, phía cực Tây quần đảo. Palau gồm 326 đảo san hô và núi lửa lớn nhỏ, trong đó Babeldaob là đảo chính.
Các hòn đảo đông dân nhất là Angaur, Babeldaob, Koror, và Peleliu. Ba trong số 4 đảo chính này nằm cùng nhau trong cùng một rặng san hô, trong khi Angaur là một hòn đảo nằm về phía nam đất nước. Khoảng 2/3 dân số Palau sống ở bang Koror. Các đảo san hô của bang Kayangel nằm phía bắc của 4 hòn đảo chính, trong khi các đảo đá không có người ở (khoảng 20 đảo) nằm về phía tây của nhóm 4 đảo chính. Một nhóm đảo xa gồm 6 hòn đảo, được gọi là quần đảo Tây Nam, cách 4 hòn đảo chính của quốc gia khoảng 375 dặm (604 km), đây cũng là một phần của đất nước Palau và hình thành nên các bang Hatohobei và Sonsorol.
Palau có khí hậu nhiệt đới quanh năm với nhiệt độ trung bình hàng năm là 82 °F (28 °C). Lượng mưa lớn trong suốt cả năm, trung bình tổng cộng 3.800mm mỗi năm. Độ ẩm trung bình trong suốt năm là 82%, và mặc dù mưa rơi thường xuyên hơn giữa tháng 7 và tháng 10, là vẫn còn nhiều ánh nắng mặt trời. Bão là rất hiếm, vì Palau nằm bên ngoài vành đai bão Thái Bình Dương.

## Kinh tế
Nền kinh tế của Palau bao gồm chủ yếu là các ngành du lịch, nông nghiệp tự cung tự cấp, và ngư nghiệp. Hoạt động du lịch tập trung vào việc lặn biển và lặn trong môi trường biển đảo phong phú, bao gồm tham quan các bức tường san hô và xác tàu chiến bị đắm trong chiến tranh thế giới thứ hai ở ngoài khơi Palau. Chính phủ là nguồn sử dụng lao động lớn đối với lực lượng lao động quốc gia, các hoạt động kinh tế của Palau dựa nhiều vào sự hỗ trợ tài chính từ Mỹ. Lượng khách du lịch đến Palau tăng 50.000 góp phần đem lại nguồn thu lớn cho Palau trong năm tài chính 2000-2001. Dân số được hưởng mức thu nhập bình quân đầu người gấp đôi so với quốc gia láng giềng là liên bang Micronesia. Triển vọng cho ngành du lịch trọng điểm đã được hỗ trợ rất nhiều bởi việc mở rộng du lịch hàng không ở Thái Bình Dương, sự thịnh vượng ngày càng tăng của các nước Đông Á.
Trong tháng 7 năm 2004, hãng hàng không quốc gia Palau Micronesia Air đã được khai trương với các điểm đến ở Palau, Guam, Micronesia, Nhật Bản, Australia, và Philippines. Bằng cách cung cấp giá vé thấp, hãng hàng không này đã được lên kế hoạch trở thành một đối thủ cạnh tranh với hãng hàng không Continental Micronesia của Liên bang Micronesia, tuy nhiên nó không còn hoạt động trong tháng 12 năm đó, chủ yếu là do giá nhiên liệu tăng cao. Hãng hàng không Palau Micronesia Air đã không hoạt động lại từ đó nhưng hãng này đã thực hiện một loạt các liên minh liên danh hàng không với hãng hàng không Asian Spirit, với hoạt động các chuyến bay giữa Palau và Việt Nam thông qua các điểm trung chuyển hành khách là (Davao, Cebu và Manila) của Philipines. Có hai chuyến bay hàng tuần từ Thành phố Hồ Chí Minh thông qua điểm trung chuyển hành khách ở Cebu để đến Palau và các chuyến bay hàng tuần từ Davao. Chỉ sau vài tháng hãng hàng không Asian Spirit ngừng các chuyến bay từ Philippines đến Palau.
Trong tháng 11 năm 2006, các Ngân hàng Palau chính thức tuyên bố phá sản. Ngày 13 tháng 12 cùng năm ngân hàng quốc gia Horizon Palau báo cáo rằng có tổng cộng 641 người gửi tiền đã bị ảnh hưởng bởi sự kiện này. Trong số 641 tài khoản, có 398 tài khoản gửi ít hơn 5000 USD, phần còn lại khác nhau, từ 5000USD đến 2 triệu USD. Ngày 12 tháng 12, 79 người của những người bị ảnh hưởng nhận tiền đền bù, một trong số đó là từ Đài Loan, trong khi phần còn lại là các tài khoản từ Palau, Philipines và Mỹ. Ông Toribiong thống tống ngân hàng quốc gia Horizon Palau nói: "Kinh phí cho thanh toán đến từ sự cân bằng vốn vay cho Palau từ chính phủ Đài Loan".

## Nhân khẩu
Tôn giáo tại Palau (2015)
Dân số Palau là khoảng 21.000 người, trong đó 70% là người Palau bản địa, có nguồn gốc từ từ sự hòa huyết qua các cuộc hôn nhân giữa người Melanesia, Micronesia, và gốc châu Đại Dương. Nhiều người Palau cũng có một số gốc từ châu Á, đó là kết quả của những cuộc hôn phối giữa người di cư và người Palau vào giữa thế kỷ XIX và thế kỷ XX. Người Nhật Bản là nhóm người dân tộc di cư lớn nhất, ngoài ra còn có người Trung Quốc và người Hàn Quốc. Người Philippines hình thành nhóm dân tộc ngoại lai lớn thứ hai.
Các ngôn ngữ chính thức của Palau là tiếng Palau và tiếng Anh, ngoại trừ hai bang (Sonsorol và Hatohobei), nơi ngôn ngữ địa phương, cùng với tiếng Palau, là chính thức. Tiếng Nhật cũng nói rộng rãi ở Palau, và là một ngôn ngữ chính thức của bang Angaur. Tiếng Tagalog không được công nhận là ngôn ngữ chính thức tại Palau, nhưng nó là ngôn ngữ lớn thứ tư ở quốc đảo này.
Ba phần tư dân số Palau là Kitô hữu (chủ yếu là Giáo hội Công giáo Rôma và Tin Lành), trong khi giáo phái Modekngei (một sự kết hợp của Kitô giáo, và các tôn giáo truyền thống Palau) và tôn giáo bản địa Palau vẫn thường được người dân tin theo. Theo điều tra dân số năm 2005, 49,4% dân số là Giáo hội Công giáo Rôma, Tin Lành 21,3%, 8,7% Modekngei và 5,3% Cơ Đốc Phục Lâm. Có một cộng đồng nhỏ người Do Thái theo Do Thái giáo ở Palau. Ngoài ra còn có khoảng 400 người gốc Bengal theo Hồi giáo ở Palau, và gần đây 6 người Duy Ngô Nhĩ bị giam giữ tại Vịnh Guantanamo đã được phép định cư ở Palau họ đều theo Hồi giáo.
Giáo hội Công giáo Rôma là tôn giáo thống trị ở Palau, khoảng 65% dân số là thành viên. Ước tính của các nhóm tôn giáo khác với một lượng tín đồ khá lớn là các Giáo hội Tin Lành có khoảng 2000 tín đồ trong đó Cơ Đốc Phục Lâm có 1.000 tín đồ, Giáo hội Mặc Môn 300 tín đồ; và Nhân Chứng Giê-hô-va có 90 tín đồ. Giáo phái Modekngei có khoảng 1.800 tín đồ. Cũng có 6.800 người theo Công giáo là người Philippines.
Công giáo hiện diện ở Palau kể từ khi các linh mục dòng Tên đến Palau truyền giáo từ thế kỷ XIX hoặc sớm hơn.